# Aleksandr Ditjatin

Aleksandr Ditjatin in 2018

Aleksandr Nikolajevitsj Ditjatin (Russisch: Александр Николаевич Дитятин) (Leningrad, 7 augustus 1957) is een Russisch gymnast. Bij de Olympische Zomerspelen 1980 won hij acht medailles.
Hij haalde zijn eerste succes in 1975, toen hij de Russische nationale titels meerkamp en brug won, en bij de Europese kampioenschappen twee bronzen medailles haalde. Tijdens de Olympische Zomerspelen 1976 in Montreal won hij zilver met het landenteam en haalde twee toestelfinales. Aan de ringen werd hij ook tweede en op het paard zesde.
Ditjatin was de grote ster van de Spelen van 1980 in Moskou. Hij leidde de ploeg van de Sovjet-Unie naar het goud en plaatste zich voor alle zes de toestelfinales. Op 25 juli won hij zes medailles op één dag: goud aan de ringen, zilver aan de rekstok, brug, paard voltige en sprong en brons op de vloer. Uiteraard won Ditjatin ook het individuele klassement. 
Hij was de eerste deelnemer aan Olympische Spelen die tijdens één toernooi acht medailles haalde; een prestatie die in 2004 en 2008 geëvenaard werd door de Amerikaanse zwemmer Michael Phelps. Ook was hij (op sprong) de eerste mannelijke turner die een perfecte tien scoorde. 
Ditjatin haalde op wereldkampioenschappen zes gouden, drie zilveren en twee bronzen medailles. Kort na de Spelen van Moskou raakte hij ernstig gewond tijdens de training en beëindigde hij zijn turncarrière. Tegenwoordig is hij Podpolkovnik (Luitenant-kolonel) in het Russische leger.
1896: Ioannis Mitropoulos ·
1904: Herman Glass ·
1924: Francesco Martino ·
1928: Leon Štukelj ·
1932: George Gulack ·
1936: Alois Hudec ·
1948: Karl Frei ·
1952: Grant Sjaginjan ·
1956: Albert Azarjan ·
1960: Albert Azarjan ·
1964: Takuji Hayata ·
1968: Akinori Nakayama ·
1972: Akinori Nakayama ·
1976: Nikolaj Andrianov ·
1980: Aleksandr Ditjatin ·
1984: Koji Gushiken, Li Ning ·
1988: Holger Behrendt, Dmitri Bilozertsjev ·
1992: Vitali Tsjerbo ·
1996: Jury Chechi ·
2000: Szilveszter Csollány ·
2004: Dimosthenis Tampakos ·
2008: Chen Yibing · 
2012: Arthur Zanetti · 
2016: Eleftherios Petrounias · 
2020: Liu Yang · 
2024: Liu Yang
1900: Gustave Sandras ·
1904: Julius Lenhart ·
1908: Alberto Braglia ·
1912: Alberto Braglia ·
1920: Giorgio Zampori ·
1924: Leon Štukelj ·
1928: Georges Miez ·
1932: Romeo Neri ·
1936: Alfred Schwarzmann ·
1948: Veikko Huhtanen ·
1952: Viktor Tsjoekarin ·
1956: Viktor Tsjoekarin ·
1960: Boris Sjachlin ·
1964: Yukio Endo ·
1968: Sawao Kato ·
1972: Sawao Kato ·
1976: Nikolaj Andrianov ·
1980: Aleksandr Ditjatin ·
1984: Koji Gushiken ·
1988: Vladimir Artemov ·
1992: Vitali Tsjerbo ·
1996: Li Xiaoshuang ·
2000: Aleksej Nemov ·
2004: Paul Hamm ·
2008: Yang Wei ·
2012: Kōhei Uchimura ·
2016: Kōhei Uchimura ·
2020: Daiki Hashimoto ·
2024: Shinnosuke Oka
1904: Grieb, Hess, Heida, Kassell, Lenhart, Reckeweg ·
1908: Åsbrink, Bertilsson, Cedercrona, Cervin, Degermark, Folcker, Forssman, Granfelt, Hårleman, Hellsten, Höjer, Holmberg, Holmberg, Holmberg, Jahnke, Jarlén, Johnsson, Johnsson, von Kantzow, Landberg, Lanner, Ljung, Moberg, Norberg, Norberg, Norberg, Norling, Norling, Olson, Peterson, Rosén, Rosenquist, Sjöblom, Sörvik, Sörvik, Svensson, Vingqvist, Widforss ·
1912: Bianchi, Boni, Braglia, Domenichelli, Fregosi, Gollini, Loi, Maiocco, Mangiante, Mangiante, Mazzarocchi, Romano, Salvi, Savorini, Tunesi, Zampori, Zanolini, Zorzi ·
1920: Andreoli, Bellotto, Bianchi, Bonatti, Cambiaso, Contessi, Costigliolo, Costigliolo, Domenichelli, Ferrari, Fregosi, Ghiglione, Levati, Loi, Lucchetti, Maiocco, Mandrini, Mangiante, Marovelli, Mastromarino, Paris, Pastorini, Roselli, Salvi, Tubino, Zampori, Zorzi ·
1924: Cambiaso, Lertora, Lucchetti, Maiocco, Mandrini, Martino, Paris, Zampori ·
1928: Grieder, Güttinger, Hänggi, Mack, Miez, Pfister, Steinemann, Wezel ·
1932: Capuzzo, Guglielmetti, Lertora, Neri, Tognini ·
1936: Beckert, Frey, Schwarzmann, Stadel, Stangl, Steffens, Volz, Winter ·
1948: Aaltonen, Huhtanen, Laitinen, Rove, Saarvala, Salmi, Savolainen, Teräsvirta ·
1952: Beljakov, Berdijev, Korolkov, Leonkin, Moeratov, Perelman, Sjaginjan, Tsjoekarin ·
1956: Azarjan, Moeratov, Sjachlin, Stolbov, Titov, Tsjoekarin ·
1960: Aihara, Endo, Mitsukuri, Ono, Takemoto, Tsurumi ·
1964: Endo, Hayata, Mitsukuri, Ono, Tsurumi, Yamashita ·
1968: Endo, S. Kato, T. Kato, Kenmotsu, Nakayama, Tsukahara ·
1972: Kasamatsu, Kato, Kenmotsu, Nakayama, Okamura, Tsukahara ·
1976: Fujimoto, Igarashi, Kajiyama, Kato, Kenmotsu, Tsukahara ·
1980: Andrianov, Azarjan, Ditjatin, Makoets, Markelov, Tkatsjov ·
1984: Conner, Daggett, Gaylord, Hartung, Johnson, Vidmar ·
1988: Artemov, Bilozertsjev, Gogoladze, Charkow, Ljoekin, Novikov ·
1992: Belenki, Korobtsjinski, Misjoetin, Sjaripov, Tsjerbo, Voropajev ·
1996: Sergei Charkow, Krjoekov, Nemov, Podgorny, Troesj, Vasilenko, Voropajev ·
2000: Huang, Li, Xiao, Xing, Yang, Zheng ·
2004: Kashima, Mizutori, Nakano, Tomita, Tsukahara, Yoneda ·
2008: Chen, Huang, Li, Xiao, Yang, Zou ·
2012: Chen, Feng, Guo, Zhang, Zou ·
2016: Katō, Shirai, Tanaka, Uchimura, Yamamuro ·
2020: Abljazin, Beljavskij, Dalalojan, Nagorny ·
2024: Hashimoto, Kaya, Oka, Sugino, Tanigawa